# Mar Gómez
María del Mar Gómez Hernández más conocida como Mar Gómez (Madrid, España; 15 de octubre de 1985) es una física y divulgadora científica española.

## Trayectoria profesional
Es licenciada en Ciencias Físicas, rama de Ciencias Atmosféricas por la Facultad de Ciencias Físicas (Universidad Complutense de Madrid) (2003-2009), máster en Ciencias, rama de Meteorología y Geofísica por la Facultad de Ciencias Físicas (Universidad Complutense de Madrid) (2008-2010), doctora en Ciencias Físicas, especialidad física de la atmósfera por la Facultad de Ciencias Físicas (Universidad Complutense de Madrid) (2010-2014)   y Máster en Ciencias, especialidad de Energías Renovables y Medio ambiente. Sus primeras prácticas laborales tuvieron lugar entre julio y octubre de 2007, en el área de Meteorología de Informativos Telecinco, dirigido por aquel entonces por Mario Picazo.
Entre diciembre de 2010 y junio de 2011, formó parte del área de Meteorología de los Servicios Informativos de Telemadrid, donde colaboraba en los distintos informativos con la predicción meteorológica y conducía el bloque de El tiempo en el fin de semana, principalmente.
Desde febrero de 2014 forma parte del equipo de la web de meteorología, eltiempo.es, siendo meteoróloga desde esa fecha hasta noviembre de 2019. Desde noviembre de 2019, dirige y coordina el área de meteorología en dicha web, donde ejerce de portavoz ante medios de comunicación y se encarga de dirigir el equipo de meteorólogos y controlar los datos meteorológicos. 
Paralelamente, ha sido colaboradora del programa Saber vivir, en La 2 (2019-2021), Cuarto milenio y Horizonte en Cuatro. También, ha colaborado con Capital Radio (2014-2015), Terra (2014), RNE (2015), Onda Cero (2015-2019), COPE (desde 2015), Europa FM (2019-2021), Cadena SER, Canal Sur Radio, Aragón Radio, ETB2, Telemadrid (2018), Telecinco, Movistar Plus+, ABC, La Razón, Europa Press, Agencia EFE y El Mundo. Su labor comunicativa la ha llevado a participar en medios internacionales como BBC News (2018), Reuters y la cadena de televisión turca TRT World para informar de fenómenos meteorológicos extremos que estaban aconteciendo en España y en Europa.
Ha sido colaboradora de revistas como Revista National Geographic España (2018-2020) y la revista científica QUO (2018-2019).
A nivel internacional ha sido ponente de éxito en charlas TEDx y eventos de concienciación sobre cambio climático. También es conocida por ser una popular divulgadora científica en las redes sociales. Su labor de concienciación ambiental, comunicación científica y cercanía le ha llevado a ser entrevistada en numerosas ocasiones.

### Libros
- "En qué se parecen las gotas de lluvia al pan de hamburguesa: 120 curiosidades relacionadas con la meteorología" (2021), Ediciones Martínez Roca, de Editorial Planeta. ISBN 9788427047600[7][8][9]

### Publicaciones científicas
Doctorado
- Análisis de las fuentes de humedad en la cuenca mediterránea en el período 1980-2000 (octubre de 2013).[10]

## Conferencias destacadas
- La Tierra, un planeta que enferma ¿podremos salvarlo?,[11] TEDx, 2020.
- Webinar para la protección del Ártico, ECODES, 2020.
- ¿Explicar bien o tener mil retuits?, Ciencia en Redes, 2020.
- El deshielo del Ártico y sus consecuencias, Naciones Unidas, 2019.
- COP25,[12] 2019.
- Conferencia Internacional de Cambio Climático,[13] Change the Change, 2019..